# SOS
SOS è la sequenza di tre lettere che normalmente descrive il segnale universale di richiesta di soccorso. Espresso in codice Morse, si caratterizza per la propria semplicità di codifica: tre punti, tre linee, tre punti (si scrive: · · · — — — · · ·). Deve essere obbligatoriamente trasmesso senza separazione fra le singole lettere, ossia come se si trattasse di un'unica parola, ed è di una semplicità tale da permettere anche a non esperti di recepire immediatamente il messaggio. Fu adottato a livello internazionale per la prima volta nella seconda conferenza radiotelegrafica internazionale a Berlino nel 1906.

## Il segnale di soccorso

Segnale di SOS utilizzato in Italia

Il 1º aprile 1905 il governo tedesco introdusse la sequenza Morse tre punti/tre linee/tre punti come Notzeichen o segnale di soccorso nell'ambito di un insieme di regole nazionali per le trasmissioni radio; durante la Seconda Conferenza Internazionale Radiotelegrafica di Berlino del 1906 questo segnale diventò internazionale, in sostituzione del segnale CQD usato fino a quel momento, perché di più facile interpretazione. Infatti il nuovo segnale SOS, trasmesso come un segnale unico e non come tre lettere ben distinte e separate, produce un suono completamente diverso da ogni altro segnale Morse, tale che risulta inconfondibile. La legge contenente questo provvedimento fu firmata il 3 novembre 1906 ed entrò in vigore il 1º luglio 1908. Vi fu tuttavia una certa riluttanza da parte dei marconisti, che per alcuni anni continuarono solitamente a utilizzare il CQD. L'uso dell'SOS cominciò a diffondersi nel 1914, due anni dopo l'affondamento del celebre transatlantico Titanic, durante il quale gli operatori radio di bordo Harold Bride e Jack Phillips lo impiegarono per la prima volta accanto al vecchio CQD; la risonanza mediatica avuta dalla vicenda cooperò a rendere il nuovo identificativo invalso nell'uso.
La sequenza tre punti/tre linee/tre punti corrisponde alle lettere "SOS"; tuttavia né nella legge tedesca del 1905 né in quella internazionale del 1906 si fa menzione a un equivalente alfabetico del segnale, ossia a cosa significhino le tre lettere; viene indicato solo che dev'essere una sequenza continua di tre punti/tre linee/tre punti. Nell'uso popolare le lettere corrispondenti SOS vennero associate, nei paesi di lingua inglese, ad acronimi inversi del tipo "Save Our Ship" o "Save Our Souls", e in Italia "Salvateci O Soccombiamo", "Soccorso Occorre Subito", "Salvateci O Soccorreteci" oppure "Subito Occorre Soccorso".

## La chiamata di soccorso
La chiamata di soccorso ha la precedenza assoluta su tutte le altre comunicazioni. Tutte le stazioni che la ricevono devono cessare immediatamente qualsiasi trasmissione che possa disturbare il traffico di soccorso e continuare l'ascolto sulla frequenza di emissione della chiamata di soccorso. Tale chiamata non può essere diretta a una stazione determinata e non se ne deve accusare il "ricevuto" prima che il messaggio di soccorso che segue sia stato trasmesso.
La chiamata di soccorso comprende:
- il segnale di soccorso, trasmesso tre volte;
- la parola DE;
- l'indicativo della nave in pericolo, trasmesso tre volte.

Esempio: SOS SOS SOS DE ICIA ICIA ICIA

## Il messaggio di soccorso
Il messaggio di soccorso si compone delle seguenti parti:
- il segnale di soccorso;
- il nome o qualsiasi altra forma di identificazione della stazione mobile in pericolo;
- le indicazioni riguardanti la sua posizione;
- la natura del pericolo e la specie di soccorso richiesto;
- ogni altra informazione atta a facilitare il soccorso.

Come regola generale, una nave segnala la propria posizione in latitudine e in longitudine. Quando possibile, possono essere indicati il rilevamento vero e la distanza in miglia marine, rispetto a un punto geografico conosciuto.
Esempio: SOS MV IGNAZIOEMME/ICIA 031525 GMT 31.52 NORTH 28.56 EAST CAUSA SCOPPIO CALDAIE FALLA IMBARCHIAMO ACQUA SBANDAMENTO PERICOLOSO CHIEDIAMO SOCCORSI = COMANDANTE.
La chiamata e il messaggio di soccorso possono essere trasmessi soltanto su ordine del Comandante o della persona responsabile della nave. La velocità di trasmissione generalmente non deve superare le 16 parole al minuto (80 caratteri al minuto).

## Il segnale di allarme radiotelegrafico
Il segnale di allarme radiotelegrafico (frequenza di emissione di 500 kHz) è composto da una serie di dodici linee di quattro secondi ciascuna intervallati da un secondo. Esso può essere trasmesso a mano oppure tramite un manipolatore automatico.
Il segnale di allarme ha lo scopo di far funzionare gli apparecchi automatici che danno l'allarme, al fine di attirare l'attenzione dell'operatore che non si trovi in ascolto sulla frequenza di soccorso. Infatti, attiva tre campanelli posti nella stazione radio, nella cabina del marconista e nella sala nautica.

## Procedura di soccorso
La procedura radiotelegrafica di soccorso comprende:
- il segnale d'allarme;
- la chiamata di soccorso e un intervallo di due minuti;
- il messaggio di soccorso;
- due linee della durata di dieci-quindici secondi ciascuna;
- l'indicativo di chiamata della nave in pericolo.

Esempio: SOS SOS SOS DE ICIA ICIA ICIA  (intervallo di due minuti per dare il tempo all'operatore di sintonizzarsi sulla frequenza di 500 kHz).
SOS SOS SOS DE ICIA ICIA ICIA MV IGNAZIOEMME 031525 GMT 31.52 NORTH 28.56 EAST CAUSA SCOPPIO LOCALE CALDAIE FALLA IMBARCHIAMO ACQUA SBANDAMENTO PERICOLOSO CHIEDIAMO SOCCORSI = COMANDANTE.
Qualora si ritenga che anche la pur minima perdita di tempo possa pregiudicare la salvezza della nave e delle persone a bordo di essa, si potrà omettere la trasmissione della prima delle due chiamate di soccorso oppure la trasmissione di questa e del segnale di allarme.
Il segnale di allarme, e/o la chiamata di soccorso che lo segue, potranno essere omessi quando non si ritenga necessaria la loro trasmissione.
Il messaggio di soccorso, preceduto dalla chiamata di soccorso, sarà ripetuto a intervalli specialmente durante i periodi di silenzio e ciò finché non si sia ricevuta risposta. Tuttavia gli intervalli devono essere sufficientemente lunghi affinché le stazioni che si preparino a rispondere abbiano il tempo di mettere in funzione i loro trasmettitori.
Se si reputa necessario si può ripetere il segnale di allarme, ad esempio quando l'orario di servizio di una nave con un solo operatore sia terminato in quella zona. Comunque, se non si dovesse ricevere risposta, si può ritrasmettere su qualsiasi frequenza dove si pensa si possa richiamare l'attenzione. Prima di abbandonare la nave totalmente senza aver ricevuto risposta, è opportuno che l'apparato trasmittente della stazione radio sia messo in condizione di trasmissione continua, se è possibile; questo, per dar modo alle stazioni radiogoniometriche di effettuarne il rilevamento.

## Accusa di ricevuto a un messaggio di soccorso
Le stazioni che ricevono un messaggio di soccorso trasmesso da una nave in pericolo e che siano certe che questa si trovi vicino a esse, devono dare immediatamente "ACCUSA DI RICEVUTO" mentre coloro che si trovano più distanti devono lasciar trascorrere un breve intervallo di tempo prima di accusare il ricevuto, questo per consentire alle stazioni nelle immediate vicinanze della nave in pericolo di soccorrerla con più sollecitudine.
Il "ricevuto" di un messaggio di soccorso è dato come segue:
- l'indicativo di chiamata della stazione di nave che ha trasmesso il messaggio di soccorso, ripetuto tre volte;
- la parola DE;
- l'indicativo di chiamata della stazione che accusa ricevuto ripetuto tre volte;
- il gruppo RRR;
- il segnale di soccorso SOS.

Esempio: ICIA ICIA ICIA DE 5LRU 5LRU 5LRU RRR SOS.
Ogni stazione di nave che accusa il ricevuto di un messaggio di soccorso, qualora il Comandante o la persona responsabile della nave decida di andare in soccorso della nave in pericolo, deve trasmettere il più presto possibile un messaggio contenente le seguenti informazioni:
- il segnale di soccorso;
- il nome della propria nave;
- la propria posizione, nella forma indicata per un messaggio di soccorso;
- la velocità con la quale si dirige verso la nave in pericolo e approssimativamente il tempo che impiegherà per raggiungerla.

Esempio: SOS MONROVIA 0311500 GMT 31.27 NORTH 27.52 EAST VELOCITÀ 12 NODI RAGGIUNGEREMO POSIZIONE SEGNALATACI FRA 5 ORE CIRCA = COMANDANTE.

## Traffico di soccorso
Il traffico di soccorso comprende tutti i messaggi riguardanti gli aiuti necessari alla nave in pericolo. In detto traffico, il segnale di soccorso deve essere trasmesso prima della chiamata e all'inizio di ciascun messaggio.
La direzione del traffico spetta alla nave in pericolo però per qualsiasi motivo può cedere la conduzione del traffico a qualsiasi altra stazione. La stazione che dirige il traffico può imporre il silenzio, sia a tutte le stazioni della zona, sia a una sola stazione che disturba il traffico stesso. In entrambi i casi deve essere usata l'abbreviazione regolamentare QRT seguita dal segnale SOS.
Esempi: CQ QRT SOS oppure ICVV QRT SOS.
L'uso dell'abbreviazione QRT SOS è riservato alla stazione che dirige il traffico. Il silenzio può essere imposto, se giudicato indispensabile, anche dalle stazioni in prossimità della nave in pericolo. A tale scopo si usa la procedura indicata sopra sostituendo però al segnale di soccorso SOS la parola DETRESSE seguita dal proprio indicativo di chiamata.
Esempi: CQ QRT DETRESSE HPPF oppure ICVV QRT DETRESSE HPPF.
Le stazioni del Servizio Radio Mobile Marittimo che sono a conoscenza di un traffico di soccorso e che non possono, da parte loro, portare soccorso alla nave in pericolo, devono seguire ugualmente detto traffico fintanto che non siano certe che alla nave in pericolo sia stato portato l'aiuto richiesto.
È proibito a tutte le stazioni che seguono un traffico di soccorso e che non vi prendano parte, di trasmettere sulle frequenze in cui si effettui tale traffico, sin quando non abbiano ricevuto un messaggio indicante che può essere ripreso il traffico normale.
Quando il traffico di soccorso è terminato e quindi l'osservanza del silenzio non è più necessaria, la stazione che ha avuto la direzione del traffico trasmette sulla frequenza di soccorso un messaggio indirizzato a tutti, per avvertire che può essere ripreso il lavoro normale. Tale messaggio comprende:
- il segnale di soccorso SOS;
- la chiamata a tutti CQ trasmessa tre volte;
- la parola DE;
- l'indicativo di chiamata della stazione che trasmette il messaggio;
- l'ora di accettazione del messaggio;
- il nome e l'indicativo di chiamata della nave che era in pericolo;
- l'abbreviazione regolamentare QUM.

Esempio: SOS CQ CQ CQ DE IBHE IBHE IBHE 032340 GMT IGNAZIOEMME/ICIA QUM.

## Trasmissione di un messaggio di soccorso da parte di una stazione diversa da quella in pericolo
Una stazione del Servizio Radio Mobile Marittimo, venuta a conoscenza che una stazione di nave è in pericolo, deve trasmettere un messaggio di soccorso in uno dei seguenti casi:
- quando la stazione in pericolo non è in grado di trasmetterlo;
- quando il Comandante o la persona responsabile della stazione che non si trova in pericolo o quando il responsabile della stazione costiera, considera necessari altri aiuti;
- quando, pur non essendo in condizioni di prestare aiuto, abbia ricevuto un messaggio di soccorso al quale non sia stato dato il ricevuto.

Tale messaggio di soccorso deve essere preceduto da una chiamata che, anticipata possibilmente dal segnale d'allarme, deve essere fatta nel seguente modo:
- il segnale DDD SOS SOS SOS DDD;
- la parola DE;
- l'indicativo di chiamata della stazione che trasmette ripetuto tre volte.

Esempio: DDD SOS SOS SOS DDD DE ICXS ICXS ICXS 03145 GMT RICEVUTO DA MV IGNAZIOEMME/ICIA 031525 GMT 31.52 NORTH 28.56 EAST CAUSA SCOPPIO LOCALE CALDAIE FALLA IMBARCHIAMO ACQUA SBANDAMENTO PERICOLOSO CHIEDIAMO SOCCORSI = COMANDANTE DE ICXS 031550 GMT AR.
Il segnale DDD deve essere trasmesso come un segnale unico esattamente come l'SOS. Chi ascolta questo segnale riconosce immediatamente che non si tratta della nave in pericolo.
Nelle zone a traffico intenso, in caso di soccorso, può essere attivata come frequenza di chiamata e risposta la frequenza di lavoro per navi 512 kHz che consente alle stazioni lontane dalla nave in pericolo di effettuare lo stesso traffico commerciale senza disturbare la frequenza 500 kHz impegnata col soccorso.